# French Open 2015 (gra podwójna mężczyzn na wózkach)
French Open 2015 – gra podwójna mężczyzn na wózkach – zawody deblowe mężczyzn na wózkach, rozgrywane w ramach drugiego w sezonie wielkoszlemowego turnieju tenisowego, French Open. Zmagania miały miejsce w dniach 3–5 czerwca na ceglanych kortach Stade Roland Garros w 16. dzielnicy francuskiego Paryża.

## Zawodnicy rozstawieni
| Numer | Tenisiści                      | Osiągnięcie |
| ----- | ------------------------------ | ----------- |
| 01    | Joachim Gérard Stéphane Houdet | półfinał    |
| 02    | Shingo Kunieda Gordon Reid     | zwycięstwo  |

## Drabinka

#### Klucz
- w/o – walkower
- k – krecz
- d – dyskwalifikacja
- Q – kwalifikant
- WC – dzika karta
- LL – szczęśliwy przegrany
- Alt – zawodnik zastępczy
- PR – ochrona rankingu
- SE – specjalna przepustka
- ITF – ranking ITF
- JE – ranking juniorski

### Faza finałowa
|  |           |                                    |           |                            |           |   |   |                                  |       |       |       |       |
|  | Półfinały | Półfinały                          | Półfinały | Półfinały                  | Półfinały |   |   | Finał                            | Finał | Finał | Finał | Finał |
|  | Półfinały | Półfinały                          | Półfinały | Półfinały                  | Półfinały |   |   | Finał                            | Finał | Finał | Finał | Finał |
|  |           |                                    |           |                            |           |   |   |                                  |       |       |       |       |
|  |           |                                    |           |                            |           |   |   |                                  |       |       |       |       |
|  | 1         | Joachim Gérard Stéphane Houdet     | 1         | 6                          | 7         |   |   |                                  |       |       |       |       |
|  | 1         | Joachim Gérard Stéphane Houdet     | 1         | 6                          | 7         |   |   |                                  |       |       |       |       |
|  |           | Gustavo Fernández Nicolas Peifer   | 6         | 4                          | 10        |   |   |                                  |       |       |       |       |
|  |           | Gustavo Fernández Nicolas Peifer   | 6         | 4                          | 10        |   |   | Gustavo Fernández Nicolas Peifer | 1     | 61    |       |       |
|  |           |                                    |           |                            |           |   |   | Gustavo Fernández Nicolas Peifer | 1     | 61    |       |       |
|  |           |                                    | 2         | Shingo Kunieda Gordon Reid | 6         | 7 |   |                                  |       |       |       |       |
|  |           | Michaël Jeremiasz Maikel Scheffers | 2         | Shingo Kunieda Gordon Reid | 6         | 7 | 3 | 3                                |       |       |       |       |
|  |           | Michaël Jeremiasz Maikel Scheffers |           |                            |           |   |   |                                  |       |       |       |       |
|  | 2         | Shingo Kunieda Gordon Reid         | 6         | 6                          |           |   |   |                                  |       |       |       |       |
|  | 2         | Shingo Kunieda Gordon Reid         | 6         | 6                          |           |   |   |                                  |       |       |       |       |
|  |           |                                    |           |                            |           |   |   |                                  |       |       |       |       |

## Pula nagród
| Runda        | Pieniądze (€) | Punkty |
| Zwycięzcy    | 8000          | 800    |
| Finaliści    | 4000          | 500    |
| Półfinaliści | 2400          | 100    |